# شتاينباخ (تاونوس)
اشتاينباخ (تانوس) (بالألمانية: Steinbach (Taunus)) هي بلدة، مدينة و بلدة ألمانية تقع في ألمانيا في هوختاونوسكرايس.